# Micro-région de Mezőcsát
La micro-région de Mezőcsát (en hongrois : mezőcsáti kistérség) est une micro-région statistique hongroise rassemblant plusieurs localités autour de Mezőcsát.